# Estació de Polígon de Marratxí
L'estació de Polígon de Marratxí és un baixador de tren de Serveis Ferroviaris de Mallorca. Serveix al polígon homònim. Consta de dues andanes laterals interconnectades per un pas per a vianants a nivell.
L'estació va ser inaugurada en març de 2001 com a baixador de la línia Palma - sa Pobla. El 24 de febrer de 2012 es van concloure les obres electrificació entre Palma i l'estació d'Enllaç, donant pas a unitats elèctriques de la sèrie 81 de SFM per cobrir aquest trajecte, realitzant-se a Enllaç els transbords a unitats dièsel fins a l'estació de sa Pobla i l'Estació de Manacor, fins que es va completar la total electrificació de la xarxa el 8 de gener de 2019. Entre 2013 i 2022 va formar part de l'extinta línia M2 del Metro de Palma, encara que durant els dissabtes, diumenges i festius les línies T2 i T3 de Serveis Ferroviaris de Mallorca hi paraven en no haver servei de metro, i va tornar a formar part únicament del servei de rodalies en tancar la línia.
| Procedència/Destinació               | <               | Línia            | >        | Procedència/Destinació |
| ------------------------------------ | --------------- | ---------------- | -------- | ---------------------- |
| Serveis Ferroviaris de Mallorca      |                 |                  |          |                        |
| Estació Intermodal - Plaça d'Espanya | Pont d'Inca Nou | Palma - sa Pobla | Marratxí | sa Pobla               |
| Estació Intermodal - Plaça d'Espanya | Pont d'Inca Nou | Palma-Inca       | Marratxí | Inca                   |